# Saint-Aubin-sous-Erquery
Saint-Aubin-sous-Erquery is een gemeente in het Franse departement Oise (regio Hauts-de-France) en telt 316 inwoners (2005). De plaats maakt deel uit van het arrondissement Clermont.

## Geografie
De oppervlakte van Saint-Aubin-sous-Erquery bedraagt 6,2 km², de bevolkingsdichtheid is 51,0 inwoners per km².
De onderstaande kaart toont de ligging van Saint-Aubin-sous-Erquery met de belangrijkste infrastructuur en aangrenzende gemeenten.

## Demografie
Onderstaande figuur toont het verloop van het inwonertal (bron: INSEE-tellingen).